# LightDM
LightDM es un gestor de sesiones para X Window System, creado con el objetivo de ser ligero, rápido, adaptable a las necesidades del usuario y que funcione con diversos entornos de escritorio. Con LightDM pueden desarrollarse interfaces para inicio de sesión basadas en HTML, debido a que utiliza WebKit.
LightDM ofrece funcionalidades similares a las encontradas en GDM, el gestor de sesiones de GNOME; sin embargo su código fuente es mucho más pequeño, lo que facilita su mantenimiento. Además, LightDM no necesita utilizar las bibliotecas de GNOME para funcionar, lo que permite que distribuciones que utilizan escritorios diferentes de GNOME también puedan utilizar LightDM. Por esta razón, LightDM ha sido elegido como el gestor de sesiones predeterminado en Ubuntu, Xubuntu 11.10 y Ubuntu Mate, reemplazando a GDM.